# Тит (гравер)
Тит — київський гравер на дереві початку 18 ст. Працював для видавництва Києво-Печерської Лаври між 1706—1709; 5 великих гравюр в «Акафістах», і 24 дрібніші в «Акафісті Успінню» з сюжетами з життя Богоматері і гравюра св. Миколая. Тит до своїх творів впровадив мотиви київського пейзажу.